# Newton upon Derwent
Newton upon Derwent, ook Newton on Derwent is een civil parish in het bestuurlijke gebied East Riding of Yorkshire, in het Engelse graafschap East Riding of Yorkshire met 315 inwoners.